# Castillo de Morella

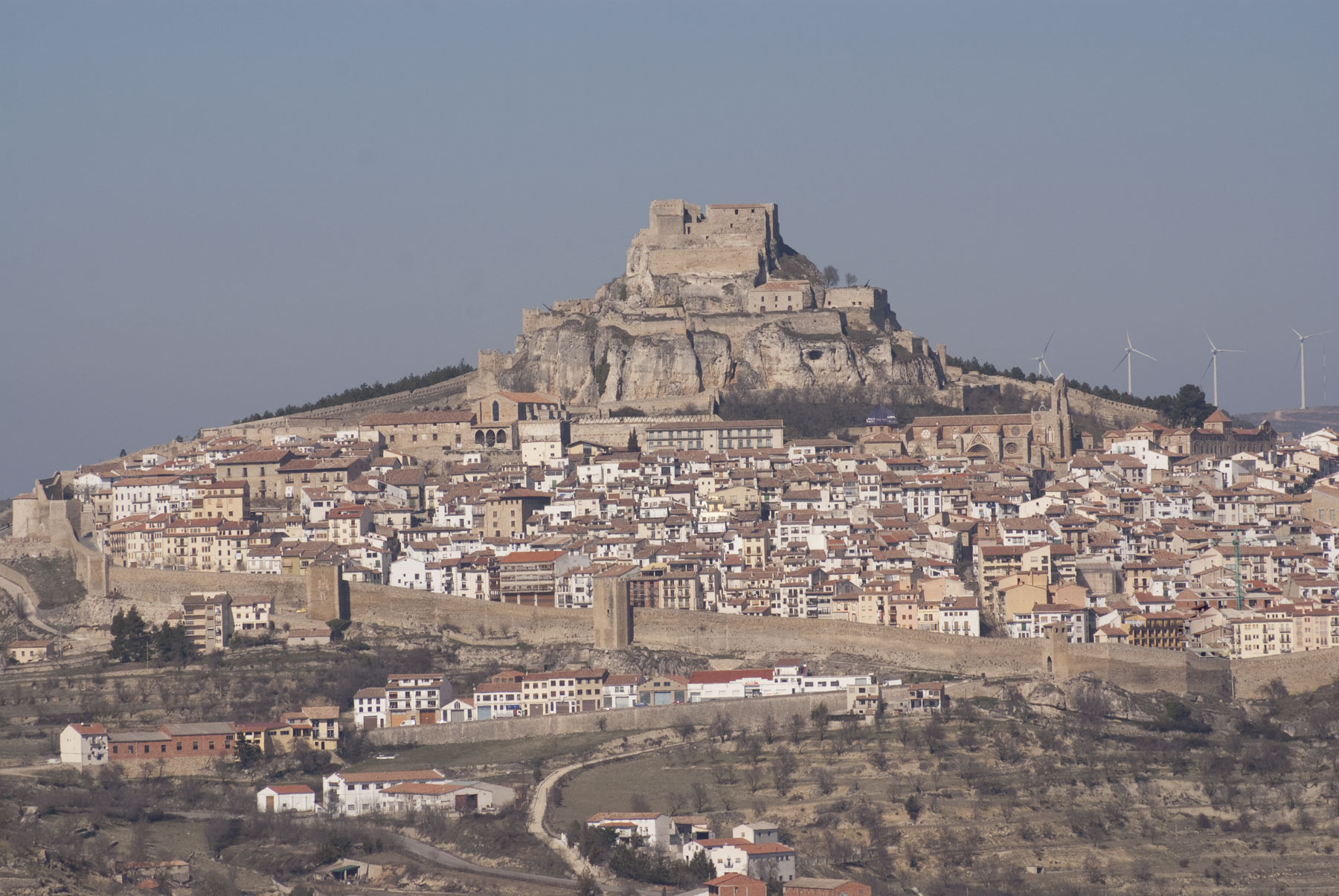
Castillo de Morella

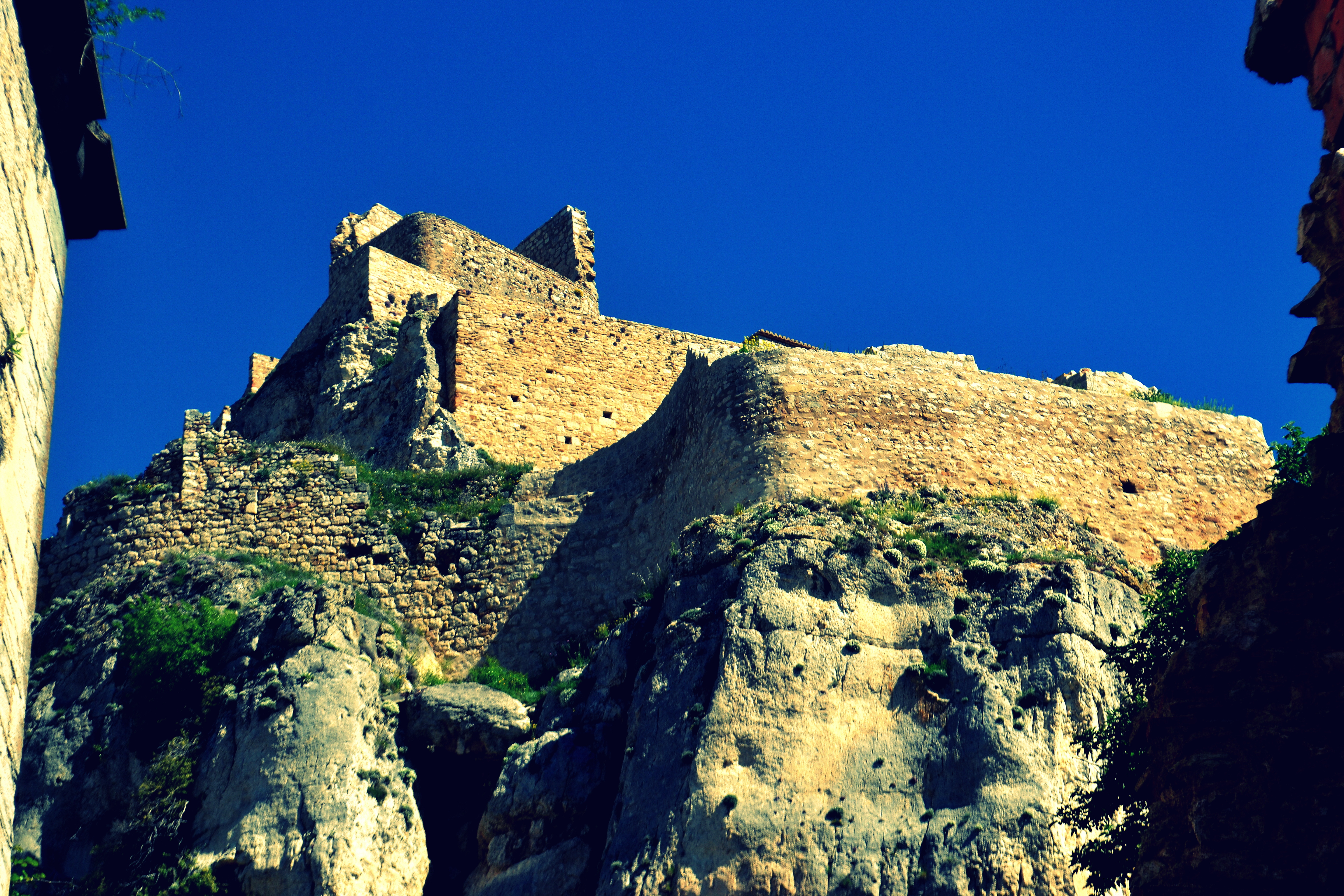
Murallas del castillo

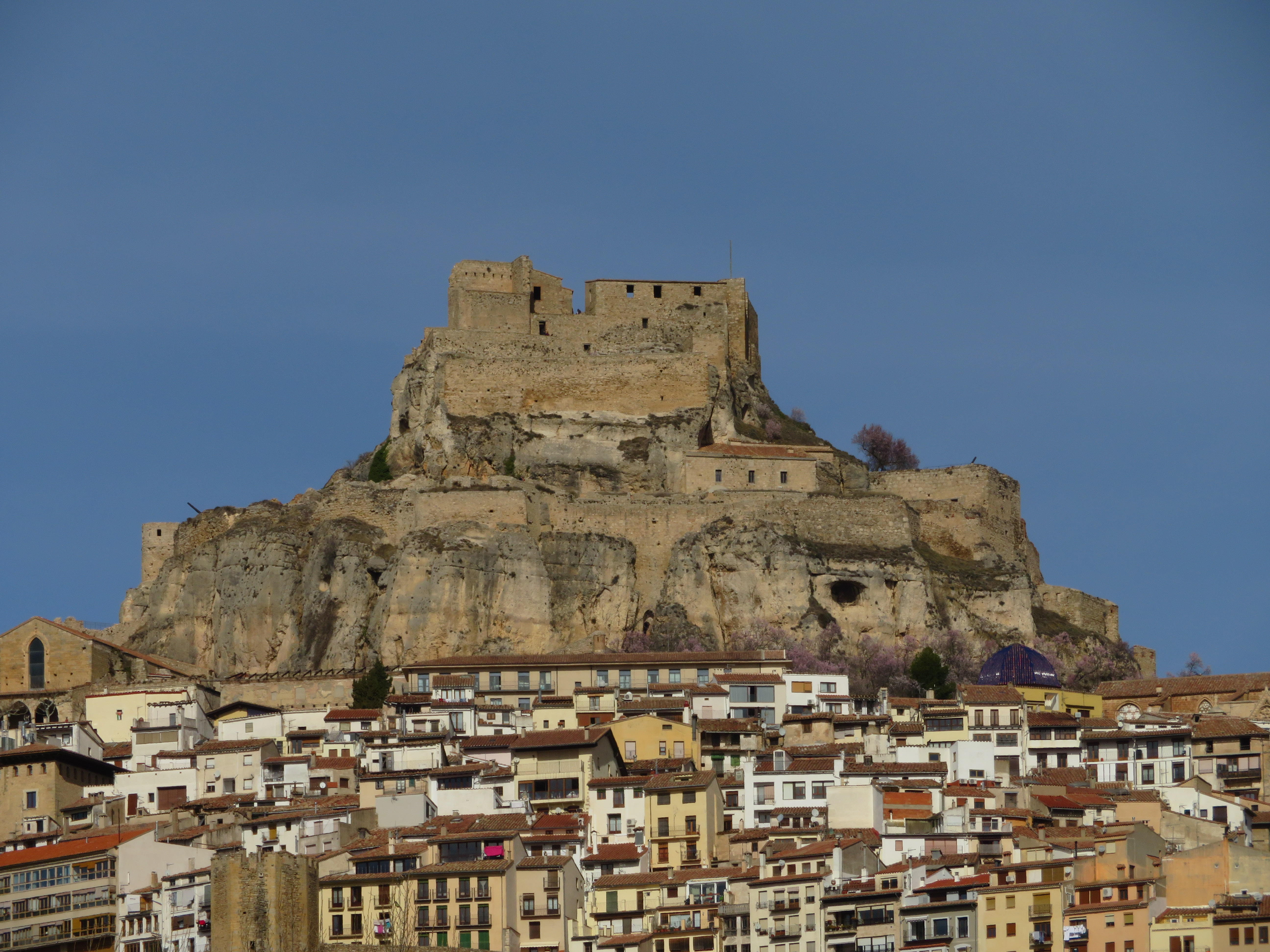
Castillo de Morella

El castillo de Morella (provincia de Castellón, España), construido en lo alto de la población sobre la "Mola" aprovechando la roca, es una fortificación del siglo XIII de arquitectura islámica con reformas posteriores de arquitectura medieval. Consta de la plaza de armas (1.070 m), el palacio del gobernador, el aljibe, la torre de la Pardalea, retretas al vuelo por donde entraron en 1838 los Carlistas, prisión de Cacho, restos de palacios reales, torres de Homenaje y pabellones oficiales, por donde han pasado diferentes formas de civilización y culturas.
Morella abre sus puertas, torres que han visto pasar la historia, que vieron como el Rey Jaime I entró en la ciudad comenzando la Reconquista. El castillo, que domina un océano de montañas, ha sido una las fortalezas más imponentes del Mediterráneo. El paso de numerosas civilizaciones, prehistóricas, Íberos, romanos, musulmanes, cristianos... han dejado su huella en esta impresionante construcción habitada ininterrumpidamente desde el III Milenio antes de Cristo.
Cada piedra encierra historias, leyendas, alianzas y conflictos. Salones y Patio de Armas que han sido escenario de las batallas de El Cid Campeador, de contiendas como la Guerra de Sucesión, y eje de las guerras Carlistas. Estas piedras han sido testigo de los tiempos de Cátaros y Austrias. Desde la cumbre podrás volar por el cielo de Morella, cadenas montañosas se extienden ante ti y el descenso visual, panorámico, de las casas morellanas a los pies del castillo te parecerá un enjambre de tejados rojizos.
En el área del castillo han aparecido restos prehistóricos, ibéricos y romanos. Tras la Reconquista se iniciaron las actuales murallas, y las dependencias que ya existían fueron habilitadas para los reyes cristianos.
El castillo se divide en tres niveles: un primer nivel situado en la parte inferior del peñón en el que se encuentran la entrada y el Palacio del Gobernador. En el segundo nivel se situaban las baterías de artillería. Y en el tercer nivel se hallaba el castillo propiamente dicho. La parte inferior está rodeada de murallas y torres, de las cuales son la mayoría semicirculares, que surgen de la parte oeste en forma de zigzag.
El castillo, en la parte superior, sufrió modificaciones en la guerra de Sucesión y durante las guerras carlistas, siendo bombardeada la torre celoquia en 1813 por el general Elio, obteniendo en noviembre la rendición de la guarnición francesa. A esta zona más elevada se accede a través de una escalera, que tenía 90 peldaños de los que se conservan 54, la cual conduce a una puerta que da paso a la plaza por un pasadizo que desemboca en la plaza de armas.
En el centro de la misma se encuentra un aljibe de época romana, sobre el que hay una garita del siglo XIX y los restos de un cuerpo de guardia. En la parte sur se hallan los restos de una edificación compuesta por semisótano que se comunicaba con la torre celoquia.
Al sudeste se encuentra la torre celoquia, que fue la torre del homenaje cristiana. Fue reformada en el siglo XIII, y según documentos del siglo XVIII tenía tres plantas, con bóveda la planta baja y la primera, con cubierta exterior a cuatro aguas. No tenía escalera, y la comunicación interior se realizaba por los edificios colindantes. Tuvo en su sótano la capilla de Santa Bárbara y Santa Magdalena hasta el siglo XVIII. Luego pasó a ser un calabozo.
En 1931 fue declarado monumento histórico-artístico perteneciente al Tesoro Nacional. Actualmente el acceso al castillo se realiza por el claustro del Convento de San Francisco.